# Peter Roberts (Badminton)
Peter Roberts (* 18. Juli 1954) ist ein australischer Badmintonspieler. 

## Karriere
Peter Roberts wurde 1989, 1991 und 1994 Dritter bei den Australian Open. 1983 und 1987 startete er in der Whyte Trophy. Mehrfach siegte er zwischen 1978 und 1989 bei den Victoria International. Später war er als Badmintonfunktionär unter anderem bei den Commonwealth Games aktiv.